# أولت (نهر)
نهر أولت "Olt" من أهم أنهار رومانيا وإحدى روافد نهر الدانوب من جبال الكارابات الشرقية ويمر بالعديد من المدن والمقاطعات الرومانية. يبلغ طوله 615 كم ويشكل في مساره 30 بحيرة.

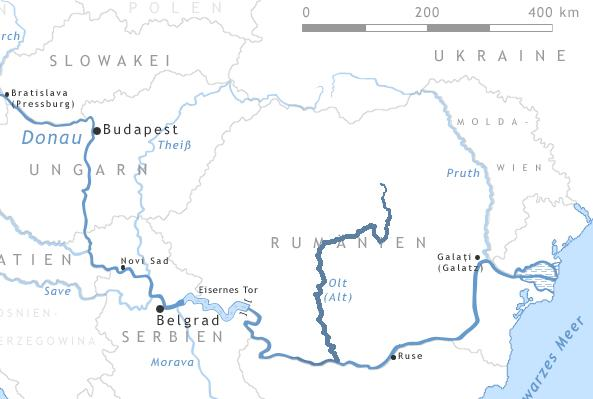
مسار النهر

## معرض صور

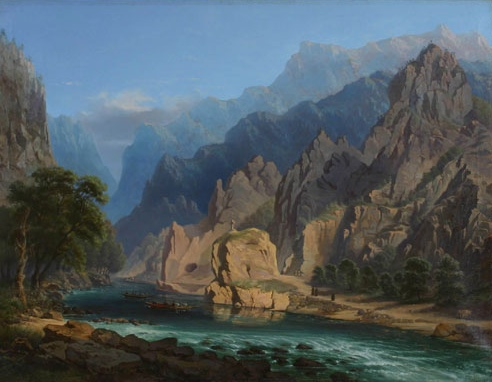
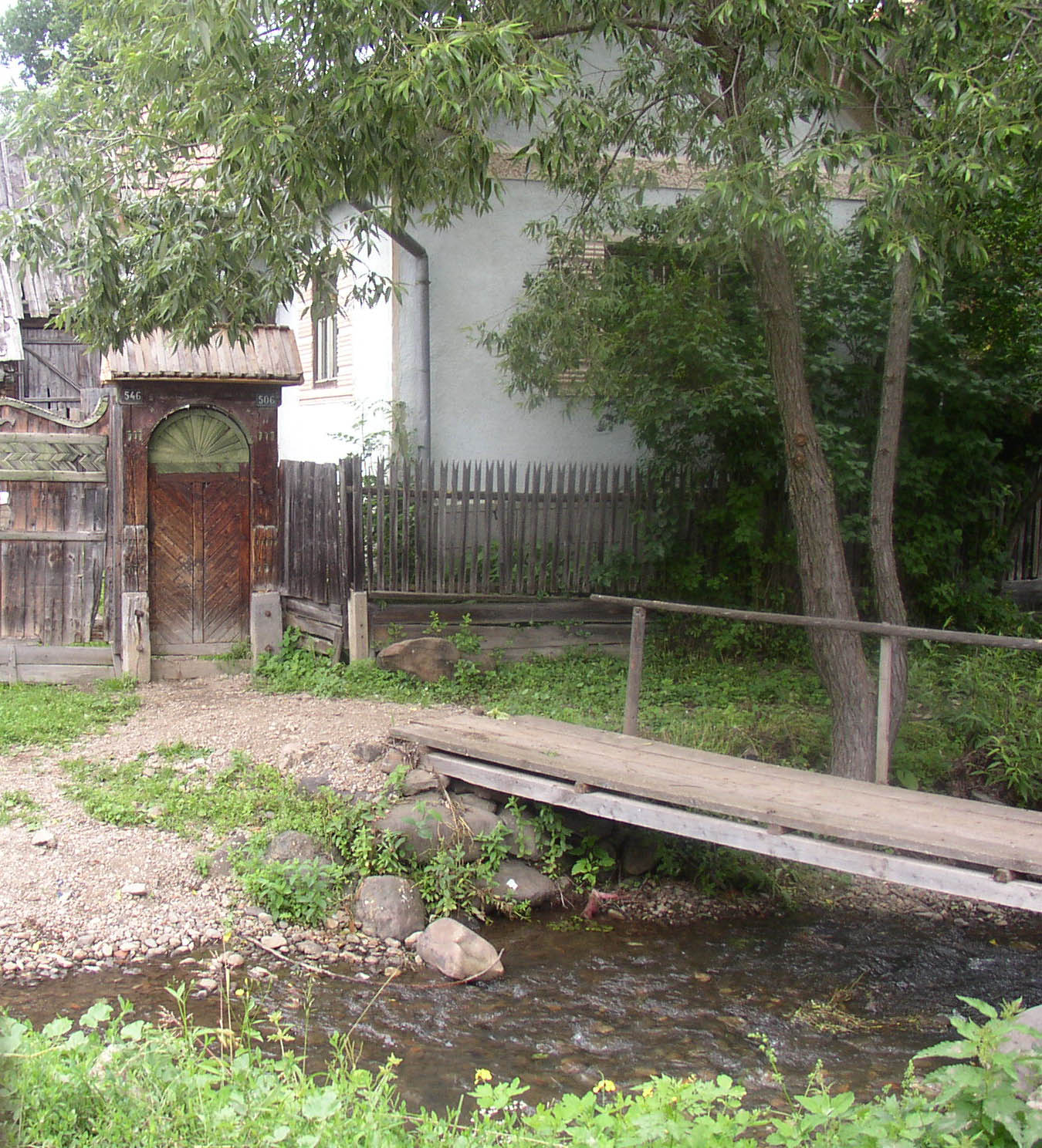
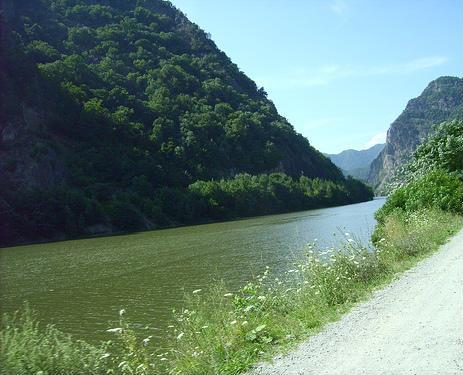
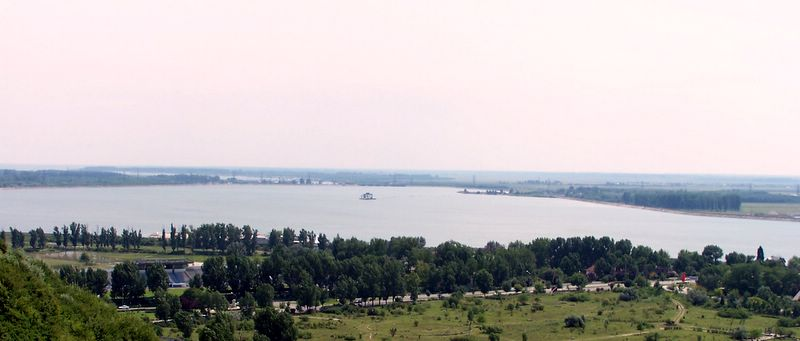